# 地下賭王
《地下賭王》，是由楊權導演的香港電影，此电影在1994年上映，並由莫少聰、張耀揚及吳岱融等主演。

## 劇情
電影主要講述地下賭王陳宗的故事和發生的事。

## 主要角色
| 演員   | 角色   | 人物簡介 | 粵語配音 |
| 莫少聰 | 陳宗   | 本片主角之一，人稱地下賭王 鄭三之好友 林美娜之青梅竹馬 博羅仔、大皇冠之天敵 后殺害大皇冠 最后被仇家的手下開槍打死 | 林保全   |
| 張耀揚 | 鄭三   | 本片主角之一 黑幫老大 表面上兇狠，實際上為人重情重義 陳宗之好友 博羅仔、大皇冠之天敵 最后被仇家的手下開槍打死     | 楊捷康   |
| 吳雪雯 | 林美娜 | 陳宗之青梅竹馬，後為女友 被鄭三暗戀                                                                               | 曾慶珏   |
| 周比利 | 羅仔   | 博羅手下 |          |
| 吳岱融 | 大皇冠 | 本片反派 陳宗、鄭三之天敵 和博羅一起對付陳宗和鄭三 最后被陳宗誤殺                                                 | 潘文柏   |
| 龍方   | 博羅   | 本片反派 陳宗、鄭三之天敵 和大皇冠一起對付陳宗和鄭三                                                              | 黃志明   |
| 李雪敏 | 芳兒   | 阿強妹妹 |          |
| 黃子揚 |        | 公安 |          |
| 劉應龍 | 阿龍   | 陳宗手下 |          |
| 馬天耀 | 阿水   | 替陳宗、鄭三舉辦賭場                                                                                              | 高翰文   |
| 周淇富 |        | 軍火商 |          |
| 猛丁哥 |        | |          |
| 黃雄   |        | 卡拉OK老闆 |          |
| 江富強 |        | 叛投博羅手下 |          |
| 林滿華 |        | |          |
| 林國華 |        | 大皇冠手下 |          |
| 馮偉倫 |        | |          |
| 韓平   |        | 博羅手下 |          |
| 詹小玲 |        | 博羅手下 |          |
| 範展鴻 |        | 叛投博羅手下 |          |
| 李健   |        | |          |
| 陳中泰 |        | 陳宗手下 |          |

## 外部連結
- 開眼電影網上《地下賭王》的資料（繁體中文）
- 豆瓣电影上《地下賭王》的資料 （简体中文）
- 时光网上《地下賭王》的資料（简体中文）
- 香港影庫上《地下賭王》的資料（繁體中文）